# Tentative de coup d'État de 2024 en Bolivie
Une tentative de coup d'État a lieu le 26 juin 2024 en Bolivie. Le président bolivien, Luis Arce, signale un « déploiement irrégulier de troupes » à La Paz, la capitale administrative du pays et exprime son inquiétude quant au déclenchement d'un coup d'État.
Les troupes menées par le général Juan José Zúñiga tentent de renverser le gouvernement du président et prennent ensuite d'assaut le Palacio Quemado, un édifice gouvernemental adjacent au palais présidentiel. La porte du bâtiment est fracturée et des soldats en prennent brièvement le contrôle, avant de s'en retirer après un appel lancé par le nouveau commandant de l'armée.
Cependant, le président Luis Arce reste ferme face aux soldats et refuse de céder le pouvoir. Il appelle à la mobilisation de la population, qui descend massivement dans les rues. Le putsch finit par échouer et Juan José Zúñiga est arrêté.

## Contexte

### Rupture entre Evo Morales et Luis Arce
Luis Arce, issu des classes moyennes urbaines et ancien haut fonctionnaire, présente un profil plus technocratique et modéré que l'ancien président Evo Morales, d'origine paysanne et ancien militant provenant de mouvements sociaux. Ainsi, lors de son passage au ministère de l’Économie, il avait veillé à contenir les conflits avec les marchés financiers et les investisseurs internationaux et fait de la maîtrise de l'inflation et des dépenses publiques l'une de ses priorités. Devenu président, il prend certaines distances avec les mouvements sociaux, sur lesquels s'appuyait particulièrement Evo Morales. Son style de gouvernance est notamment comparé à celui de l'ancien président équatorien Rafael Correa. Dans l’ensemble, son administration cherche prioritairement à rétablir la stabilité de la Bolivie, fortement éprouvée par la crise politique de 2019 et la crise économique de 2020 et s'éloigne des aspirations transformatrices de la présidence Morales. Néanmoins, les divergences idéologiques entre Luis Arce et son prédécesseur restent faibles, les désaccords portant avant tout sur le mode de gouvernance. La politique économique d'Arce porte cependant ses fruit, le taux d'inflation de la Bolivie étant en 2022 le plus bas du continent américain, ce qui contribue à la forte popularité de Luis Arce.
Les tensions entre les partisans de Luis Arce et ceux d'Evo Morales s'accroissent durant l'année 2023, notamment lorsque les députés pro-Morales s'allient avec l’opposition pour censurer le ministre du Gouvernement, Eduardo del Castillo. Lors d'un congrès du Mouvement vers le socialisme (MAS) organisé en octobre 2023, Luis Arce est exclu du parti, qui désigne Evo Morales pour être son candidat à l'élection présidentielle de 2025. Le président Arce conserve cependant l'appui de beaucoup de militants et d’organisations sociales,. En décembre 2023, le Tribunal constitutionnel revient sur sa jurisprudence de 2017 en interdisant le nombre de mandats présidentiels illimité, ce qui empêche Evo Morales de briguer un nouveau mandat.

### Menaces de Juan José Zúñiga à l'encontre d'Evo Morales
Le 24 juin 2024, deux jours avant la tentative de coup d'État, le commandant général de l'armée de terre bolivienne, Juan José Zúñiga, déclare sur les ondes du réseau de télévision PAT s'opposer à un éventuel retour au pouvoir de l'ancien président Evo Morales, qu'il menace d'arrêter si tel retour devait se produire. Le lendemain, le périodique El Deber apprend que Zúñiga aurait été démis de ses fonctions, ce que le principal intéressé nie, affirmant toutefois au passage qu'il laisse son destin entre les mains des autorités militaires,.
Ainsi, alors qu'Evo Morales accuse Zúñiga de vouloir l'assassiner lui, le président du Sénat, Andrónico Rodríguez et le sénateur Leonardo Loza, le principal intéressé le qualifie de « traître » et l'accuse de comploter une révolution contre le gouvernement Arce, tout en affirmant que la constitution bolivienne empêche Morales de revenir au pouvoir.
La participation de Zúñiga à une cérémonie officielle le matin du 26 juin 2024, laisse planer le doute sur son statut. Bien que le ministre de la Défense, Edmundo Novillo, informe après les événements que Zúñiga avait bel et bien été « amicalement limogé » dans la nuit du 25 au 26 juin, il faut attendre jusqu'au 26 juin en avant-midi pour qu'il soit rencontré par le président Arce pour un licenciement officiel.
Quelques semaines avant la tentative, Arce dit redouter un « coup d'État doux » pour le chasser du pouvoir.

## Déroulement

### Occupation de la place Murillo

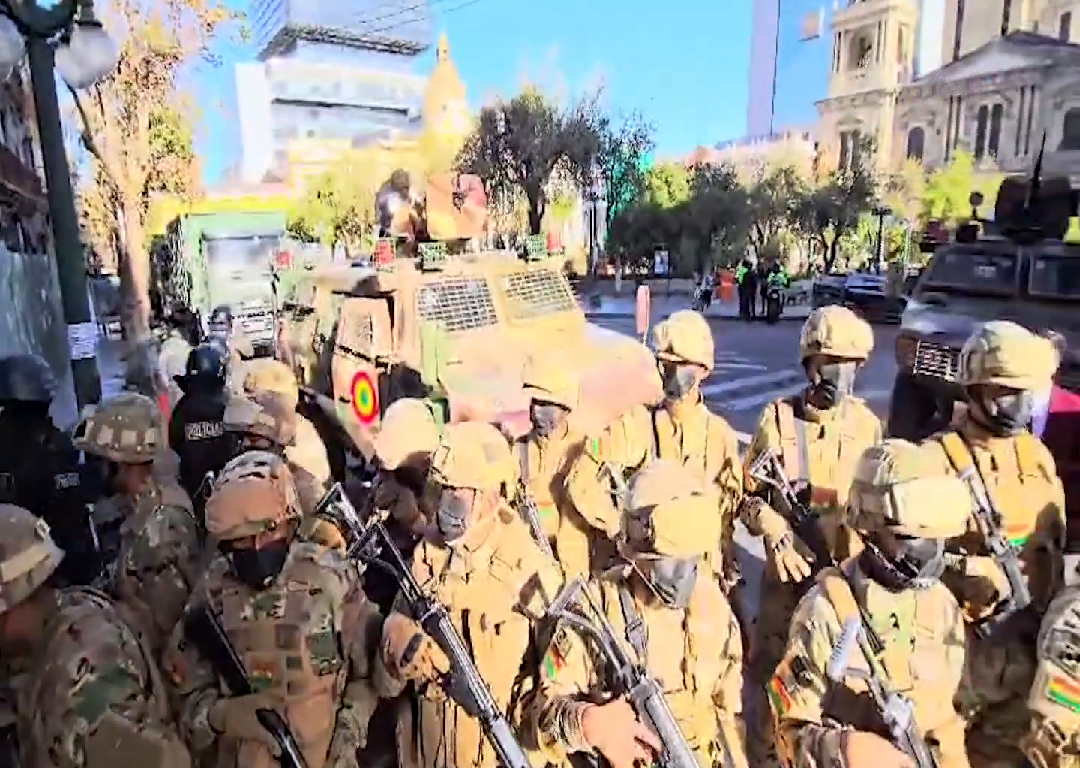
Occupation par les militaires de la place Murillo.

Le 26 juin 2024 en début d'après-midi, des troupes menées par le général Juan José Zúñiga envahissent la place Murillo, située face aux sièges des pouvoirs exécutif et législatif du pays, suivies d'un contingent de véhicules militaires. Rapidement, le président Luis Arce signale sur les médias sociaux un « mouvement irrégulier de troupes » dans la capitale administrative bolivienne de La Paz et exprime son inquiétude quant au déclenchement d'un coup d'État. 
Le général Zúñiga arrive sur les lieux et prend la parole devant les journalistes leur signifiant que « les trois chefs des Forces armées sont venus exprimer leur désarroi face aux luttes intestines [au sein d'un MAS divisé entre Arce et Morales] » et « qu'ils restaureraient la démocratie », affirmant être appuyé par la population,. Il ajoute reconnaître Luis Arce comme président « pour l'instant », mais qu'un nouveau gouvernement devra être formé et que des « prisonniers politiques » devront être libérés, faisant référence à l'ancienne présidente Jeanine Áñez, au gouverneur de Santa Cruz Luis Fernando Camacho et à des militaires, tous incarcérés en lien avec leur participation dans la crise politique de 2019,. 

### Irruption dans le Palacio Quemado
Quelques minutes plus tard, les troupes dirigées par Zúñiga prennent ensuite d'assaut le Palacio Quemado, un édifice gouvernemental servant notamment aux réceptions protocolaires et situé face à la Casa Grande del Pueblo, le palais présidentiel. Peu avant 16 heures, la porte du bâtiment est fracturée par un blindé et des soldats en prennent le contrôle. En réponse à l'appel du président Arce à se mobiliser contre le putsch, l'armée érige des barricades pour bloquer l'arrivée de manifestants qui convergeaient vers place Murillo. Les forces de sécurité lancent des gaz lacrymogènes contre les manifestants. En parallèle, la Centrale ouvrière bolivienne lance des appels à la grève générale en soutien au gouvernement. Cependant, dans les autres villes, les forces de sécurité ne prennent pas part à la rébellion.
À l'intérieur du Palacio Quemado, dans un échange tendu, le président Arce ordonne au général Zúñiga de se retirer et de démobiliser toutes ses troupes, alors qu'il est flanqué de soldats et des chefs de l'armée de l'air et de la marine. Des images montrent Zúñiga quitter le bâtiment et la place Murillo peu après 16 heures, en déclarant retirer ses troupes. Le siège reste néanmoins en place quelques minutes, alors que les soldats sont chassés avec des gaz lacrymogènes par les forces policières,, qui n'avaient pas rejoint le soulèvement. Le coup d'État commence alors à s'essouffler, un fait que Zúñiga attribue plus tard au retard des unités arrivant de Viacha et au manque de soutien de l'armée de l'air.

### Retrait des troupes
Après la nomination de José Wilson Sánchez comme nouveau commandant, qui ordonne aux troupes de se retirer, celles-ci quittent la place. Le parquet ouvre une enquête à l'encontre de Zúñiga dans la foulée, qui est arrêté alors qu'il prend la parole devant la presse pour affirmer que le président lui aurait demandé de mettre en scène le déploiement de l'armée pour stimuler sa popularité.
Le coup d’État finit par échouer, notamment en raison de l'appel lancé par le président Arce et de la mobilisation des syndicats et de nombreux manifestants dans les rues. L'ancien chef de la marine, Juan Arnez Salvador, lui aussi limogé, est arrêté dans la nuit du 26 au 27 juin. Peu après 21 heures (UTC−4), lui et Zúñiga sont exhibés menottés et vêtus de gilets pare-balles siglés « Aprehendido » (« appréhendé » ou « en état d'arrestation ») lors d'une conférence de presse du ministre du Gouvernement, Eduardo del Castillo.

## Réactions

### En Bolivie
L'ancien président Evo Morales publie sur ses réseaux sociaux : « Un coup d'État se prépare ». Il appelle ensuite la population à « la mobilisation nationale pour défendre la démocratie ».
L'ancienne présidente Jeanine Áñez déclare « Rejet total de la mobilisation des militaires sur la place Murillo pour tenter de détruire l'ordre constitutionnel, le MAS avec Arce et Evo doit partir par le vote de 2025. Les Boliviens défendront la démocratie ».
Le 30 juin, Evo Morales accuse à son tour Arce d'avoir organisé un putsch factice, ce que ce dernier dément.

### À l'étranger
L'Organisation des États américains condamne le coup d'État militaire.
Le haut représentant de l'Union européenne pour les affaires étrangères, Josep Borrell, condamne également la tentative de coup d'État et déclare que l'Europe n'accepte pas les tentatives visant à renverser des gouvernements démocratiquement élus.
Le président paraguayen, Santiago Peña, condamne les militaires factieux et appelle au respect de la démocratie en Bolivie.

## Analyses
Pour le journaliste bolivien Rafael Archondo, il s'agissait d'une « petite mutinerie liée à un mouvement d'humeur » de Zúñiga, qui n'a même pas procédé à l'arrestation de parlementaires et du président. Il note par ailleurs que la tentative a eu lieu l'après-midi, et non pas le matin, « moment plus favorable pour mener des coups d'État ».
L'analyste politique Carlos Toranzo estime qu'il y a « un manque de clarté » pour savoir si la tentative de coup d'État était réelle ou factice, notant qu'il est « étrange » que le président et ses ministres aient gardé leur calme et que l'armée ne leur ait pas coupé leurs moyens de communication, ni pris le contrôle des chaînes de télévision.
La militante des droits de l'homme Jhanisse Vaca Daza redoute qu'Arce n'utilise les événements pour réprimer ses opposants, y compris des parlementaires qu'il pourra arrêter en les accusant d'avoir participé au complot, ou bien pour dissoudre le Parlement.
Pour le politologue Gaspard Estrada, le général Zuñiga, fort d'une « fuite en avant » d'une partie des militaires à la suite de son limogeage, pensait pouvoir former une alliance pour renverser le présent élu et prendre le pouvoir. Mais il s'est retrouvé isolé à la suite de la rapide réaction du gouvernement. De même, l'opposition, qui garde en mémoire son soutien à l'appel du général Williams Kaliman à Evo Morales à quitter le pouvoir lors du « coup d'État » de 2019, puis a perdu les élections de 2020, a préféré « se légitimer électoralement », pour ne pas faire apparaître des « penchants autoritaires ». Estrada affirme enfin avoir « du mal à apporter du crédit » aux affirmations de Zúñiga.